# レイチェル・ケンプソン
レイチェル・ケンプソン（Rachel Kempson, 1910年5月28日 - 2003年5月24日）は、イギリス出身の女優である。

## 出演作品

### 映画
- 愛と哀しみの果て
- 椿姫
- リトル・プリンス
- ジェーン・エア
- 愛のふれあい
- 遥かなる戦場
- ジョーカー野郎
- ジョージー・ガール
- グラン・プリ
- トム・ジョーンズの華麗な冒険
- 捕われた心